# Rifugio Dante Castelnuovo "al Cedo"
Il rifugio Dante Castelnuovo "al Cedo" è un rifugio alpino posto sulle Alpi Lepontine in Piemonte. Il Rifugio si trova nel comune di Santa Maria Maggiore, nella provincia del Verbano-Cusio-Ossola, a 1.576 m s.l.m. in località Alpe Cedo ed è gestito dalla sezione Vigezzo del Club Alpino Italiano.

## Caratteristiche
Il Rifugio Dante Castelnuovo "al Cedo" è un rifugio alpino non gestito, quindi un bivacco, che si trova in Val d'Ossola. Per accedervi serve avere le chiavi reperibili presso la sezione Vigezzo del CAI che gestisce il rifugio. La struttura dispone di: 19 posti letto, acqua corrente, stufa e boiler a legna, una cucina a gas e di servizi dotati di doccia. Il rifugio è intitolato Dante Castelnuovo cofondatore e primo presidente della sezione vigezzina del Club Alpino Italiano.

## Accessi
Si accede al rifugio in circa 2 ore dalla località Patqueso (frazione di Malesco) in Val Loana.

## Ascensioni
- Pizzo Ragno
- Monte Togano
- Pizzo Nona

## Traversate
Dal rifugio si può intraprendere la traversata delle Val Grande.